# Temporada 2022-2023 de la Liga ABE
El Torneo 2022-2023 fue la décima edición del torneo de basquetbol estudiantil en México de División I organizado por la Asociación de Básquetbol Estudiantil , en el cual celebraron 10 años desde la creación de la competencia en 2013.
La temporada regular de la temporada 2022-2023 arrancó el 22 de septiembre de 2022 con tres encuentros y culminó el sábado 15 de abril de 2023. Los playoffs, conocidos como "Ocho Grandes" se disputaron del 23 al 29 de abril en el "Nido" de la UPAEP.

## Ascensos y descensos
Debido a la temporada atípica de la 2021-2022, donde varias universidades no participaron por la pandemia de COVID-19, la Liga ABE determinó que no habría descenso en dicha temporada. Sin embargo, sí se disputaron los Campeonatos Nacionales de la División II.
Para la temporada 2022-2023, la Liga ABE ha determinado que un equipo descenderá en la categoría varonil y dos en la categoría femenil. De la misma forma, ascenderán a División I aquellos equipos que lleguen a las finales varoniles y femeniles de los Campeonatos Nacionales de División II.

### Femenil
| Pos. | Ascendidas de División II                                                      |
| ---- | ------------------------------------------------------------------------------ |
| 1.º  | Instituto Tecnológico y de Estudios Superiores de Monterrey Campus Guadalajara |
| 2.º  | Universidad Modelo                                                             |

### Varonil
| Pos. | Ascendidos de División II         |
| ---- | --------------------------------- |
| 1.º  | Universidad Madero                |
| 2.º  | CETYS Universidad Campus Mexicali |

## Sistema de competición
El torneo se divide en dos etapas, la temporada regular, donde un equipo juega contra todos dos encuentros, uno como local y uno más como visitante. Los primeros ocho equipos clasificados en la tabla general consiguen el derecho de disputar el torneo Ocho Grandes. 
Los equipos que consiguen clasificarse al Ocho Grandes, se enfrentan en formato de eliminación directa comenzando en cuartos de final en una sola sede para definir al campeón de cada categoría.
En la rama varonil, el equipo peor clasificado al terminar la temporada, desciende a División 2, mientras que el ganador del Campeonato Nacional División 2 tomará su lugar para la siguiente temporada.

## Equipos participantes
Esta edición de la Liga ABE contó con la participación de 17 equipos en la División I Varonil y 14 en la División I Femenil. Además, 41 equipos varoniles conforman la División II Varonil y 33 la División II Femenil.

### Femenil
| Equipo                      | Universidad                                                 | Campus           | Entrenador                       |
| División I                  | División I                                                  | División I       | División I                       |
| --------------------------- | ----------------------------------------------------------- | ---------------- | -------------------------------- |
| Águilas UPAEP               | Universidad Popular Autónoma del Estado de Puebla           | Puebla           | Javier Alonso Ceniceros González |
| Aztecas UDLAP               | Universidad de las Américas de Puebla                       | Puebla           | Eric Abdu Martin                 |
| Borregas Tec CEM            | Instituto Tecnológico y de Estudios Superiores de Monterrey | Estado de México | Iván Sealtiel Olano Ortega       |
| Borregas Tec Guadalajara    | Instituto Tecnológico y de Estudios Superiores de Monterrey | Guadalajara      | Abel Levy Magaña                 |
| Borregas Tec Hidalgo        | Instituto Tecnológico y de Estudios Superiores de Monterrey | Hidalgo          | Deny Alejandro Araizaga Vázquez  |
| Borregas Tec Monterrey      | Instituto Tecnológico y de Estudios Superiores de Monterrey | Monterrey        | Sandra Janeth Rosales Ávila      |
| Borregas Tec Querétaro      | Instituto Tecnológico y de Estudios Superiores de Monterrey | Querétaro        | José Luis Banda Sánchez          |
| Borregas Tec Toluca         | Instituto Tecnológico y de Estudios Superiores de Monterrey | Toluca           | Luis Carlos Cuenca Medina        |
| Felinas UDLSB               | Universidad De La Salle Bajío                               | León             | Miguel Ángel Contreras Barajas   |
| Leonas Anáhuac México Norte | Universidad Anáhuac México                                  | Ciudad de México | Roberto Horacio Rojas González   |
| Linces UVM Querétaro        | Universidad del Valle de México                             | Querétaro        | David Rodríguez Rodríguez        |
| Tigrillas U ANL             | Universidad Autónoma de Nuevo León                          | Monterrey        | Guillermo Torres Salinas         |
| Zarigüeyas U. Modelo        | Universidad Modelo                                          | Mérida           | Jonathan Ricardo Villegas Flores |
| Zorras CETYS Tijuana        | CETYS Universidad                                           | Tijuana          | César Edmundo Valencia García    |

### Varonil
| Equipo                   | Universidad                                                 | Campus               | Entrenador                        |
| División I               | División I                                                  | División I           | División I                        |
| ------------------------ | ----------------------------------------------------------- | -------------------- | --------------------------------- |
| Águilas UPAEP            | Universidad Popular Autónoma del Estado de Puebla           | Puebla               | Javier Alonso Ceniceros González  |
| Aztecas UDLAP            | Universidad de las Américas de Puebla                       | Puebla               | Eric Abdu Martin                  |
| Borregos Tec Guadalajara | Instituto Tecnológico y de Estudios Superiores de Monterrey | Guadalajara          | Oscar Arturo Castellanos García   |
| Borregos Tec Hidalgo     | Instituto Tecnológico y de Estudios Superiores de Monterrey | Hidalgo              | Sergio Saúl Molina Soler          |
| Borregos Tec León        | Instituto Tecnológico y de Estudios Superiores de Monterrey | León                 | Alfredo Volney Especiano Casillas |
| Borregos Tec Monterrey   | Instituto Tecnológico y de Estudios Superiores de Monterrey | Monterrey            | Mario Alberto Moreno Escobedo     |
| Borregos Tec Puebla      | Instituto Tecnológico y de Estudios Superiores de Monterrey | Puebla               | Daniel Omar Ojeda García          |
| Borregos Tec Toluca      | Instituto Tecnológico y de Estudios Superiores de Monterrey | Toluca               | Luis Carlos Cuenca Medina         |
| Gallos CEU               | Centro de Estudios Universitarios                           | Monterrey            | Juan Héctor Santos Roiz           |
| Halcones Inter           | Universidad Interamericana                                  | Puebla               | José Manuel Ordaz Cossio          |
| Leones Anáhuac Querétaro | Universidad Anáhuac                                         | Querétaro            | César Alejandro Hernández Flores  |
| Panteras UP Guadalajara  | Universidad Panamericana                                    | Guadalajara          | Víctor Manuel Benítez Fernández   |
| Panteras UP México       | Universidad Panamericana                                    | Ciudad de México     | Omar Pérez Rangel                 |
| Pumas UNAM               | Universidad Nacional Autónoma de México                     | Ciudad Universitaria | Daniel Gómez León                 |
| Tigres UANL              | Universidad Autónoma de Nuevo León                          | Monterrey            | Federico Sánchez Domínguez        |
| Tigres Blancos UMAD      | Universidad Madero                                          | Puebla               | Juan Manuel Solano Cabrera        |
| Zorros CETYS Mexicali    | CETYS Universidad                                           | Mexicali             | Carlos Manuel Arenas Beltrán      |

## Tabla general

### División I Femenil
|                                             | Equipo             | JJ | JG | JP | PTS |
| ------------------------------------------- | ------------------ | -- | -- | -- | --- |
| 1.                                          | Tec Monterrey      | 26 | 23 | 3  | 49  |
| 2.                                          | UPAEP              | 26 | 19 | 7  | 45  |
| 3.                                          | Tec CEM            | 26 | 19 | 7  | 45  |
| 4.                                          | Tec Guadalajara    | 26 | 18 | 8  | 44  |
| 5.                                          | UANL               | 26 | 17 | 9  | 43  |
| 6.                                          | CETYS Tijuana      | 26 | 16 | 10 | 42  |
| 7.                                          | Anáhuac Norte      | 26 | 15 | 11 | 41  |
| 8.                                          | Universidad Modelo | 26 | 14 | 12 | 40  |
| 9.                                          | Tec Hidalgo        | 25 | 10 | 16 | 36  |
| 10.                                         | Tec Toluca         | 26 | 9  | 17 | 35  |
| 11.                                         | UVM Querétaro      | 26 | 8  | 18 | 34  |
| 12.                                         | Tec Querétaro      | 26 | 6  | 20 | 32  |
| 13.                                         | UDLAP              | 26 | 4  | 22 | 30  |
| 14.                                         | UDLSB              | 26 | 4  | 22 | 30  |
| Fuente: Posiciones ABE                      |                    |    |    |    |     |
| Fecha de actualización: 16 de abril de 2023 |                    |    |    |    |     |

|  | Clasifican a los Ocho Grandes. |
|  | Descienden a División II.      |

### División I Varonil
|                                             | Equipo                     | JJ | JG | JP | PTS |
| ------------------------------------------- | -------------------------- | -- | -- | -- | --- |
| 1.                                          | Tec Hidalgo                | 32 | 27 | 5  | 59  |
| 2.                                          | UMAD                       | 32 | 24 | 8  | 56  |
| 3.                                          | CEU                        | 32 | 22 | 10 | 54  |
| 4.                                          | Tec Toluca                 | 32 | 21 | 11 | 53  |
| 5.                                          | Universidad Interamericana | 31 | 20 | 11 | 51  |
| 6.                                          | UDLAP                      | 32 | 19 | 13 | 51  |
| 7.                                          | UPAEP                      | 32 | 19 | 13 | 51  |
| 8.                                          | Tec Monterrey              | 32 | 18 | 14 | 50  |
| 9.                                          | UP CDMX                    | 32 | 17 | 15 | 49  |
| 10.                                         | UANL                       | 32 | 17 | 15 | 49  |
| 11.                                         | Tec Guadalajara            | 32 | 15 | 17 | 47  |
| 12.                                         | Anáhuac Querétaro          | 32 | 14 | 18 | 46  |
| 13.                                         | Tec Puebla                 | 32 | 12 | 20 | 44  |
| 14.                                         | CETYS Mexicali             | 31 | 11 | 20 | 42  |
| 15.                                         | UNAM                       | 32 | 8  | 24 | 40  |
| 16.                                         | UP Guadalajara             | 32 | 5  | 27 | 37  |
| 17.                                         | Tec León                   | 32 | 2  | 30 | 34  |
| Fuente: Posiciones ABE                      |                            |    |    |    |     |
| Fecha de actualización: 16 de abril de 2023 |                            |    |    |    |     |

|  | Clasifican a los Ocho Grandes. |
|  | Descienden a División II.      |

## Ocho Grandes
En julio de 2022, durante el Congreso Nacional de la Liga ABE se designó que la Universidad Popular Autónoma del Estado de Puebla será la sede del Ocho Grandes en la categoría varonil y femenil por los festejos por el 50 aniversario fundacional de la UPAEP.
Esta será la segunda ocasión que la UPAEP recibirá el Ocho Grandes en el Nido UPAEP, emulando la temporada 2016-2017.

### Rama Femenil
|  | Cuartos de final    | Cuartos de final    | Cuartos de final    |         |    | Semifinales         | Semifinales         | Semifinales         |  |   | Final               | Final               | Final               |  |
|  | 24 de abril de 2023 | 24 de abril de 2023 | 24 de abril de 2023 |         |    | 26 de abril de 2023 | 26 de abril de 2023 | 26 de abril de 2023 |  |   | 28 de abril de 2023 | 28 de abril de 2023 | 28 de abril de 2023 |  |
|  |                     |                     |                     |         |    |                     |                     |                     |  |   |                     |                     |                     |  |
|  |                     |                     |                     |         |    |                     |                     |                     |  |   |                     |                     |                     |  |
|  | 4                   | Tec Guadalajara     | 59                  |         |    |                     |                     |                     |  |   |                     |                     |                     |  |
|  | 4                   | Tec Guadalajara     | 59                  |         |    |                     |                     |                     |  |   |                     |                     |                     |  |
|  | 5                   | UANL                | 70                  |         |    |                     |                     |                     |  |   |                     |                     |                     |  |
|  | 5                   | UANL                | 70                  |         | 1  | Tec Monterrey       | 51                  |                     |  |   |                     |                     |                     |  |
|  |                     |                     |                     |         | 1  | Tec Monterrey       | 51                  |                     |  |   |                     |                     |                     |  |
|  |                     |                     | 5                   | UANL    | 50 |                     |                     |                     |  |   |                     |                     |                     |  |
|  | 1                   | Tec Monterrey       | 5                   | UANL    | 50 | 78                  |                     |                     |  |   |                     |                     |                     |  |
|  | 1                   | Tec Monterrey       |                     |         |    |                     |                     |                     |  |   |                     |                     |                     |  |
|  | 8                   | U. Modelo           | 66                  |         |    |                     |                     |                     |  |   |                     |                     |                     |  |
|  | 8                   | U. Modelo           | 66                  |         |    |                     |                     |                     |  | 1 | Tec Monterrey       | 57                  |                     |  |
|  |                     |                     |                     |         |    |                     |                     |                     |  | 1 | Tec Monterrey       | 57                  |                     |  |
|  |                     |                     | 3                   | Tec CEM | 41 |                     |                     |                     |  |   |                     |                     |                     |  |
|  | 3                   | Tec CEM             | 3                   | Tec CEM | 41 | 81                  |                     |                     |  |   |                     |                     |                     |  |
|  | 3                   | Tec CEM             |                     |         |    |                     |                     |                     |  |   |                     |                     |                     |  |
|  | 6                   | CETYS Tijuana       | 72                  |         |    |                     |                     |                     |  |   |                     |                     |                     |  |
|  | 6                   | CETYS Tijuana       | 72                  |         | 2  | UPAEP               | 56                  |                     |  |   |                     |                     |                     |  |
|  |                     |                     |                     |         | 2  | UPAEP               | 56                  |                     |  |   |                     |                     |                     |  |
|  |                     |                     | 3                   | Tec CEM | 62 |                     |                     |                     |  |   |                     |                     |                     |  |
|  | 2                   | UPAEP               | 3                   | Tec CEM | 62 | 52                  |                     |                     |  |   |                     |                     |                     |  |
|  | 2                   | UPAEP               |                     |         |    |                     |                     |                     |  |   |                     |                     |                     |  |
|  | 7                   | Anáhuac Norte       | 41                  |         |    |                     |                     |                     |  |   |                     |                     |                     |  |
|  | 7                   | Anáhuac Norte       | 41                  |         |    |                     |                     |                     |  |   |                     |                     |                     |  |
|  |                     |                     |                     |         |    |                     |                     |                     |  |   |                     |                     |                     |  |

El equipo ideal estuvo conformado por las siguientes jugadoras:
- Ariana Mora (Tec Monterrey). Fue elegida como la MVP del torneo.
- Alondra Villegas (UANL)
- Diana Villalobos (UPAEP)
- Karina Esquer (Tec Monterrey)
- Gabriela Sánchez (Tec CEM)

### Rama Varonil
|  | Cuartos de final    | Cuartos de final    | Cuartos de final    |            |    | Semifinales         | Semifinales         | Semifinales         |  |   | Final               | Final               | Final               |  |
|  | 25 de abril de 2023 | 25 de abril de 2023 | 25 de abril de 2023 |            |    | 27 de abril de 2023 | 27 de abril de 2023 | 27 de abril de 2023 |  |   | 29 de abril de 2023 | 29 de abril de 2023 | 29 de abril de 2023 |  |
|  |                     |                     |                     |            |    |                     |                     |                     |  |   |                     |                     |                     |  |
|  |                     |                     |                     |            |    |                     |                     |                     |  |   |                     |                     |                     |  |
|  | 4                   | Tec Toluca          | 59                  |            |    |                     |                     |                     |  |   |                     |                     |                     |  |
|  | 4                   | Tec Toluca          | 59                  |            |    |                     |                     |                     |  |   |                     |                     |                     |  |
|  | 5                   | U. Interamericana   | 56                  |            |    |                     |                     |                     |  |   |                     |                     |                     |  |
|  | 5                   | U. Interamericana   | 56                  |            | 1  | Tec Hidalgo         | 81                  |                     |  |   |                     |                     |                     |  |
|  |                     |                     |                     |            | 1  | Tec Hidalgo         | 81                  |                     |  |   |                     |                     |                     |  |
|  |                     |                     | 4                   | Tec Toluca | 85 |                     |                     |                     |  |   |                     |                     |                     |  |
|  | 1                   | Tec Hidalgo         | 4                   | Tec Toluca | 85 | 67                  |                     |                     |  |   |                     |                     |                     |  |
|  | 1                   | Tec Hidalgo         |                     |            |    |                     |                     |                     |  |   |                     |                     |                     |  |
|  | 8                   | Tec Monterrey       | 65                  |            |    |                     |                     |                     |  |   |                     |                     |                     |  |
|  | 8                   | Tec Monterrey       | 65                  |            |    |                     |                     |                     |  | 4 | Tec Toluca          | 48                  |                     |  |
|  |                     |                     |                     |            |    |                     |                     |                     |  | 4 | Tec Toluca          | 48                  |                     |  |
|  |                     |                     | 2                   | UMAD       | 54 |                     |                     |                     |  |   |                     |                     |                     |  |
|  | 3                   | CEU                 | 2                   | UMAD       | 54 | 83                  |                     |                     |  |   |                     |                     |                     |  |
|  | 3                   | CEU                 |                     |            |    |                     |                     |                     |  |   |                     |                     |                     |  |
|  | 6                   | UDLAP               | 70                  |            |    |                     |                     |                     |  |   |                     |                     |                     |  |
|  | 6                   | UDLAP               | 70                  |            | 2  | UMAD                | 66                  |                     |  |   |                     |                     |                     |  |
|  |                     |                     |                     |            | 2  | UMAD                | 66                  |                     |  |   |                     |                     |                     |  |
|  |                     |                     | 3                   | CEU        | 56 |                     |                     |                     |  |   |                     |                     |                     |  |
|  | 7                   | UPAEP               | 3                   | CEU        | 56 | 49                  |                     |                     |  |   |                     |                     |                     |  |
|  | 7                   | UPAEP               |                     |            |    |                     |                     |                     |  |   |                     |                     |                     |  |
|  | 2                   | UMAD                | 75                  |            |    |                     |                     |                     |  |   |                     |                     |                     |  |
|  | 2                   | UMAD                | 75                  |            |    |                     |                     |                     |  |   |                     |                     |                     |  |
|  |                     |                     |                     |            |    |                     |                     |                     |  |   |                     |                     |                     |  |

El equipo ideal estuvo conformado por los siguientes jugadores:
- Santiago Monroy (Tec Toluca)
- Héctor Ramos (Tec Hidalgo)
- Miguel Argomaniz (CEU)
- Óscar Romero (UMAD)
- Pablo Andrade (UMAD). Fue elegido como el MVP del torneo.

## Datos y estadísticas

### Récords
- Partido con más puntos: 191 puntos en el UDLAP 97-94 ITESM Toluca.
- Partido con menos puntos: 106 puntos en el UDLAP 52-54 UMAD Puebla.
- Victoria más abultada: 47 puntos de diferencia en el ITESM León 62-109 CEU.
- Más puntos anotados en un partido: Kevin Rodríguez anotó 42 en la victoria de UANL contra el ITESM León.